# Wahlenbergia oligotricha
Wahlenbergia oligotricha là loài thực vật có hoa trong họ Hoa chuông. Loài này được Schltr. & Brehmer miêu tả khoa học đầu tiên năm 1915.